# Max Bodenstein
Max Ernst August Bodenstein, född 15 juli 1871, död 3 september 1942, var en tysk kemist.
Bodenstein blev 1923 professor i fysikalisk kemi vid Berlins universitet. Han ägnade sig framför allt åt fotokemin och kinetiken och var från 1923 utgivare av Zeitschrift für physicalische Chemie.